# Europese weg 902
De Europese Weg 902 of E902 is een weg die uitsluitend door Spanje loopt.
De weg die door de Sierra Nevada vanuit het binnenland van Spanje naar de Spaanse kust loopt, begint in Bailén waar hij afsplitst van de E5. Vanaf daar wordt de Spaanse A-44 (voor zover gereed), de Autovía de Sierra Nevada, gevolgd tot aan de kust bij Motril waar de E902 aansluit op de E15 en via hetzelfde traject langs de kust doorloopt tot Málaga.